# Vilhivka, Berezne
Vilhivka (în ucraineană Вільхівка) este un sat în comuna Hrușivka din raionul Berezne, regiunea Rivne, Ucraina.

## Demografie
Componența lingvistică a localității Vilhivka
     Ucraineană (99,78%)
     Alte limbi (0,22%)
Conform recensământului din 2001, majoritatea populației localității Vilhivka era vorbitoare de ucraineană (99,78%), existând în minoritate și vorbitori de alte limbi.